# 马卢城堡
馬盧城堡（法語：Château Malou）是位於比利時布鲁塞尔首都大区圣兰布雷赫茨-沃吕沃的一座新古典主義風格建築，地處海拔高度52米處。馬盧城堡修建於1776年。